# Szolcsány
Szolcsány (szlovákul Solčany) község Szlovákiában, a Nyitrai kerület Nagytapolcsányi járásában.

## Fekvése
Nagytapolcsánytól 3 km-re délkeletre, a Bebrava bal partján fekszik.

## Története
A régészeti leletek tanúsága szerint területén már a kőkorszakban is éltek emberek, a Középső-Nyitramente legrégibb települése állt itt. A terület lakott volt a római korban és a nagymorva korban is.
A mai település első írásos említése 1113-ban "Celsan" alakban történt. 1245-ben "Scelchan", 1337-ben "Scelechen", 1773-ban pedig "Soczany" néven említik a korabeli források. Szolcsány a 14. század végéig királyi birtok volt. A 13. és 14. század fordulóján nagy falunak számított, mely plébániával is rendelkezett. A 14. század második felében városias jelleget öltött és Nagyszolcsányként kezdték említeni. 1389-ben Luxemburgi Zsigmond és Mária királynő komornájának, Ilonának és Miklós nevű férjének, Csetneki László fiának adta. Mivel a párnak nem volt örököse, 1426-ban a király Miklós testvéreinek, Lászlónak és Jánosnak adományozta. 1435-ben már ismét királyi birtok, ekkor Zsigmond a Forgách családnak adta zálogbirtokként. A család egyik tagja, Forgách Pál a falu neve után a „Paulus de Zelchen” nevet kezdte használni. 1468-ban házasság révén a russói váruradalom része lett és a 18. század végéig oda tartozott.
1501-ben Malcza-i László hrussói várnagy az ura Werebel-i György nevében előadja, hogy azt az 1000 forintot, melyért a nyitra vármegyei Zelchen birtokot Keselwke-i Maytheny Jánosnak és Ráfaelnek elzálogosította, hajlandó letenni és a birtokot visszaváltani, azért Majthényi Jánost és Ráfaelt eltiltotta a birtok további használatától. 1591-től a Tapolcsányi családé volt. A 16. és 17. században a török háromszor rabolta ki a települést. A Rákóczi-szabadságharc után Szolcsány birtokosai a Balassák, a Zichyk, majd a Keglevichek és Koháryak voltak. 1715-ben 34, 1720-ban 45 ház állt a településen. 1787-ben 88 házában 684 lakos élt. 1828-ban 117 háza volt 815 lakossal. Lakói földművességgel, szövéssel foglalkoztak. A 19. század elején új birtokosa lett a községnek: az olasz származású Odescalchi család, akik 1818-ban reprezentatív klasszicista kastélyt építettek ide. A kastélyt kiterjedt park övezte. 1831-ben Odescalchi Ágoston cukorgyárat alapított a településen, mely abban az időben nemcsak a Felvidék, hanem az egész ország legnagyobb ilyen üzeme volt. A gyár az 1860-as években beszüntette a termelést, mivel az alapító fia már nem kívánta folytatni ezt a tevékenységet. A helyén pálinkafőzde kezdte meg működését.
Vályi András szerint " SZOLCSÁN. Tót falu Nyitra Várm. földes Ura Gróf Keglevics Uraság, lakosai katolikusok, és másfélék, fekszik N. Szerdahelyhez 1/4 mértföldnyire; Ispotállya is van, az előtt Mezőváros vólt, határja jó, tulajdonságai Aponyéhoz hasonlítanak."
Fényes Elek szerint " Szolcsán, tót falu, Nyitra vmegyében, a Nyitra vize mellett, ut. p. Tapolcsánhoz 3/4 mfld, 809 kath., 6 evang. lak. Van kath. paroch. temploma, kastélya, igen jó rétjei, tehenészete. F. u. h. Odeschalchi."
Nyitra vármegye monográfiája szerint "Szolcsán, a Nyitra balpartján, Nagy-Tapolcsánytól délkeletre, alig 3 kmre, 1201 r. kath. lakossal, kik legnagyobbrészt tótok. Postája helyben van, táviró-, és vasúti állomása Nagy-Tapolcsány. Kath. temploma egyike a legrégiebbeknek, a mennyiben már 1397-iki okmányokban is szó van róla. Kegyura herczeg Odescalchy Livius, kinek itt gazdagon berendezett kastélya, szép parkja és uradalma van. A kastélyt herczeg Odescalchy Anna, szül. Zichy grófnő építtette. A községben szeszgyár is van. Földesurai 1245-ben Berencsvár urai voltak, 1591-ben Tapolcsányi János, azután a Keglevichek és később az Odescalchyak."
A trianoni békeszerződésig Nyitra vármegye Nagytapolcsányi járásához tartozott.

## Népessége
| Év:            | 1994. | 2004.   | 2014.   | 2024. |
| -------------- | ----- | ------- | ------- | ----- |
| Emberek száma: | 2318  | 2499    | 2475    | 2475  |
| Eltérés:       |       | +7,80 % | -0,96 % | +0 %  |

| Év:            | 2023. | 2024.   |
| -------------- | ----- | ------- |
| Emberek száma: | 2515  | 2475    |
| Eltérés:       |       | -1,59 % |

1880-ban 1094 lakosából 970 szlovák és 8 magyar anyanyelvű volt.
1890-ben 1201 lakosából 1094 szlovák és 28 magyar anyanyelvű volt.
1900-ban 1288 lakosából 1175 szlovák és 58 magyar anyanyelvű volt.
1910-ben 1375 lakosából 1295 szlovák, 51 német és 29 magyar anyanyelvű volt.
1921-ben 1518 lakosából 1509 csehszlovák és 1 magyar volt.
1930-ban 1698 lakosából 1684 csehszlovák, 9 zsidó, 3 német és 2 állampolgárság nélküli volt. Ebből 1682 római katolikus, 11 izraelita és 5 evangélikus vallású.
1991-ben 2352 lakosából 2340 szlovák és 1 magyar volt.
2001-ben 2489 lakosából 2475 szlovák és 3 magyar volt.
2011-ben 2467 lakosából 2429 szlovák, 3 cseh, 2 magyar, 1-1 német, lengyel, szerb és morva, 5 egyéb, továbbá 24 ismeretlen nemzetiségű volt.
2021-ben 2553 lakosából 2478 (+1) szlovák, 3 (+1) magyar, 14 (+3) egyéb és 58 ismeretlen nemzetiségű volt.

## Neves személyek
- Itt született 1837-ben Odescalchi Artúr földbirtokos, az MTA tagja.
- Itt született 1863-ban Odescalchi Livius földbirtokos, politikus.
- Itt született 1896-ban Odescalchi Károly herceg, Andrássy Klára politikus és újságíró férje.
- Itt született 1937-ben Anton Švajlen olimpiai ezüstérmes csehszlovák válogatott szlovák labdarúgó, kapus.
- Itt született 1950-ben Anton Ondruš csehszlovák válogatott labdarúgó.
- Innét származott Lipthay Béla (1892-1974) lepidopterológus, entomológus, muzeológus, ősbotanikus felesége.
- Itt dolgozott Lestyán János magyar festőművész.
- Itt szolgált 1931-1933 között Hamar Kálmán Vince (1876-1963) esperes, plébános.

## Nevezetességei

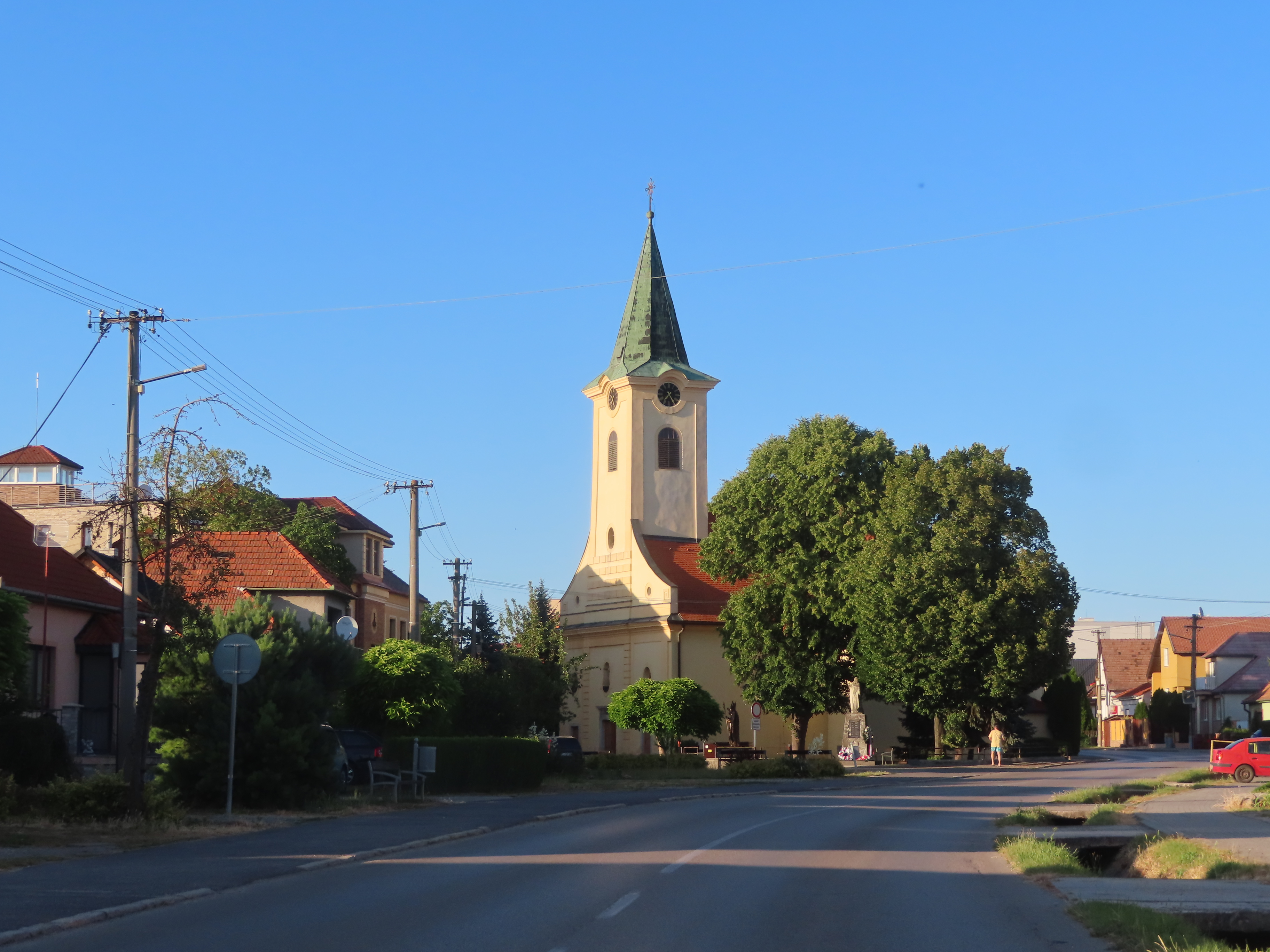
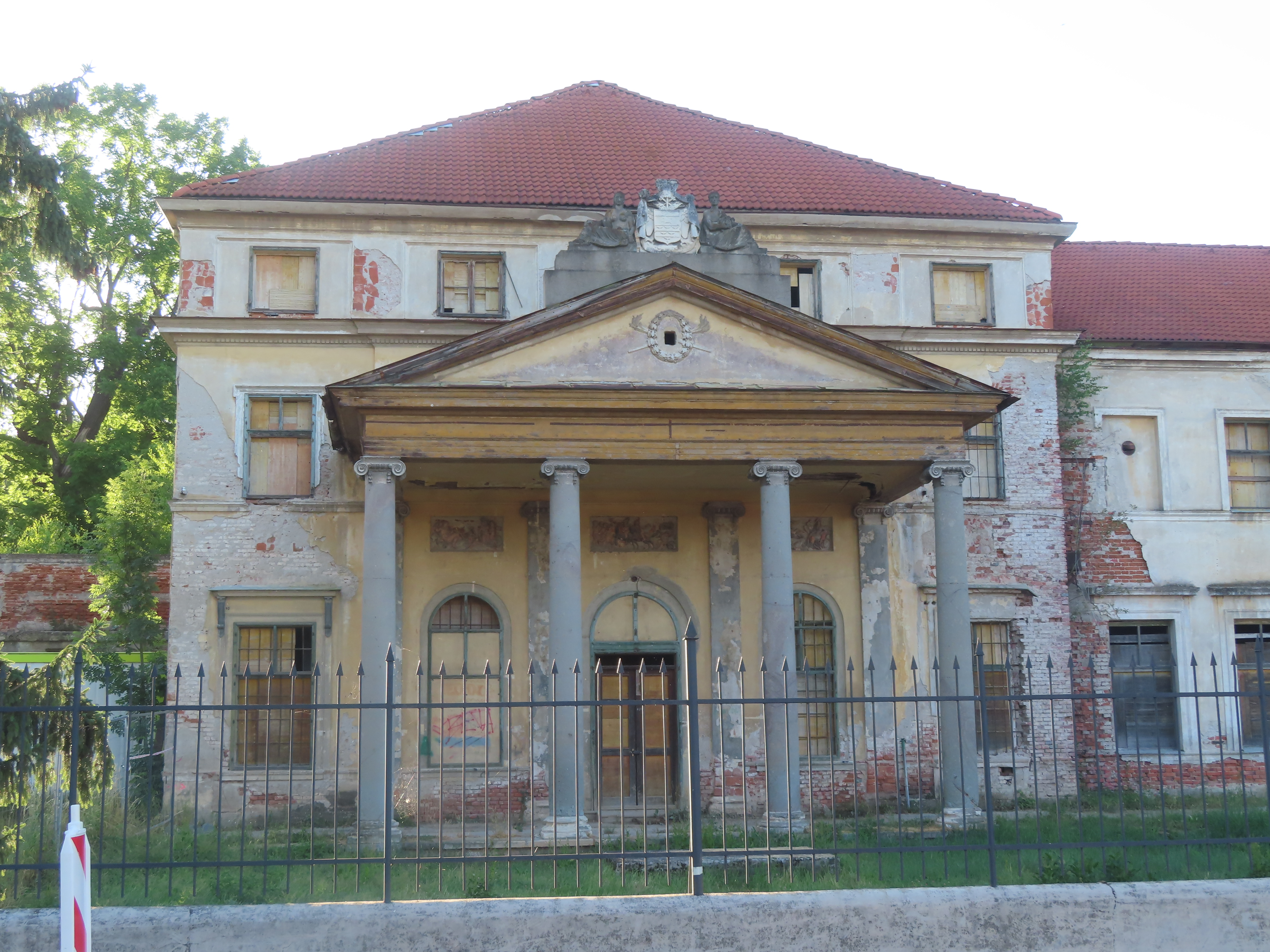
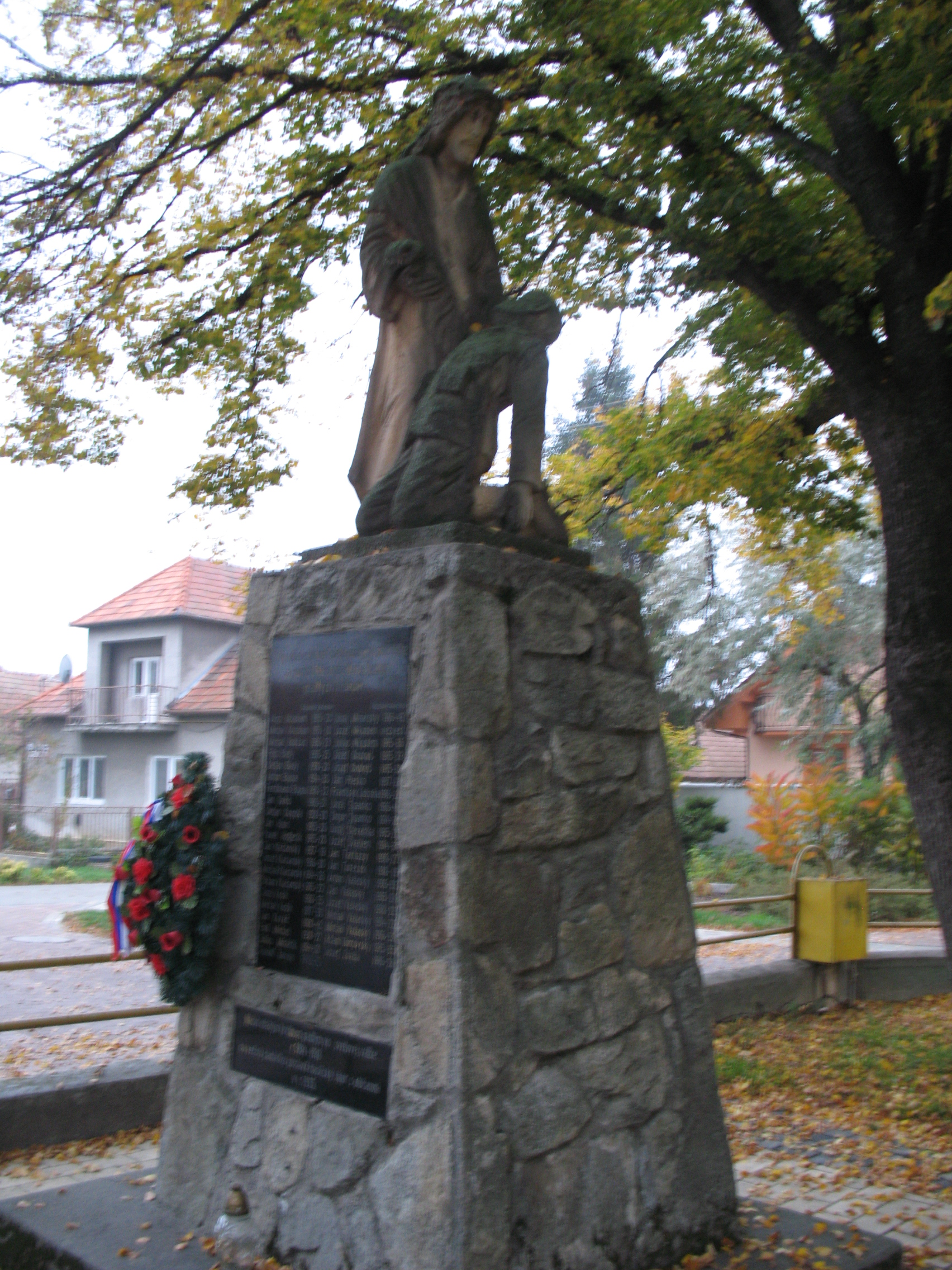
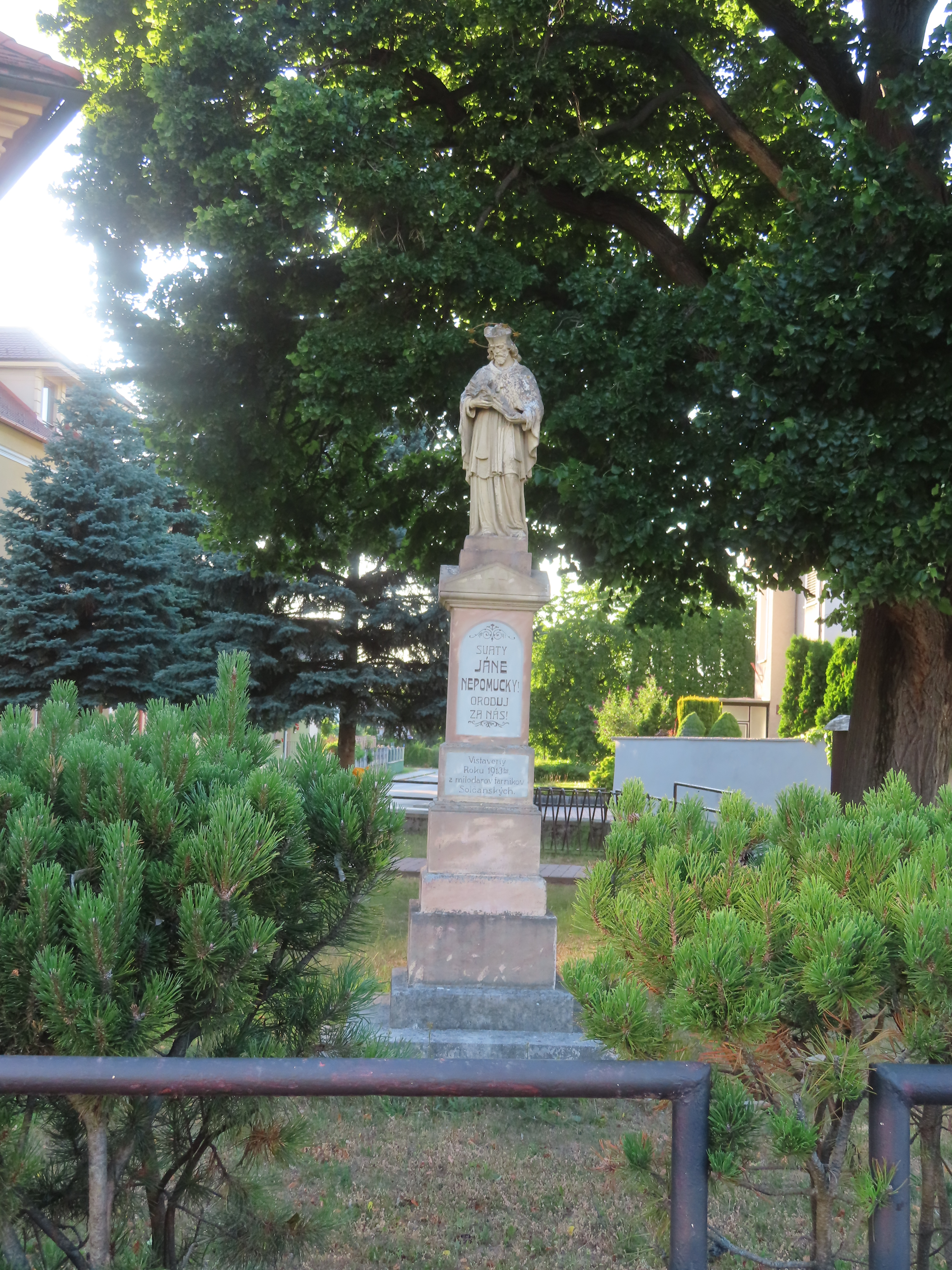
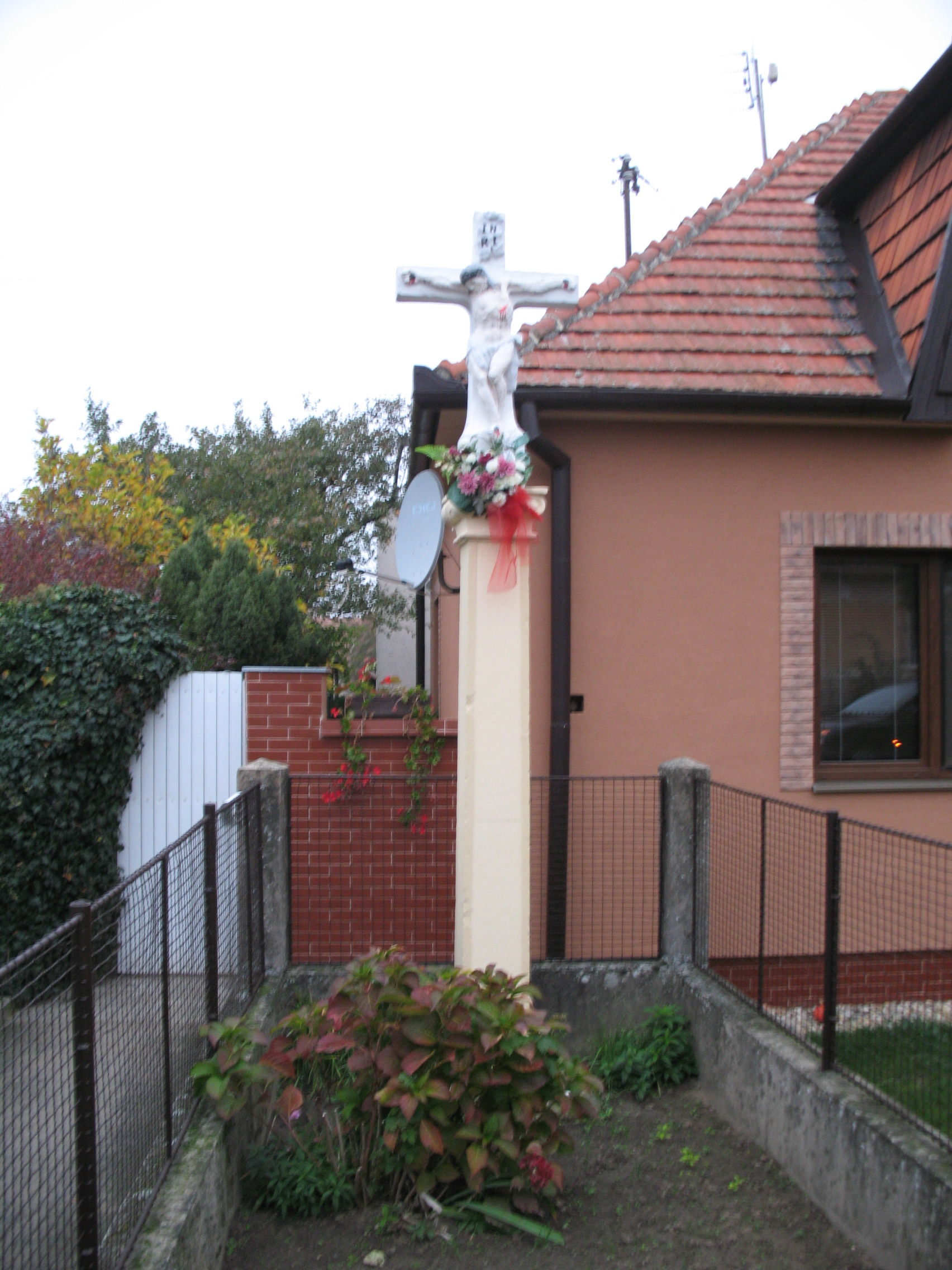

- Római katolikus temploma eredetileg gótikus stílusú volt és 1397-ben már állt. A 18. században átépítették.
- Az Odescalchi-kastély 1818-ban épült klasszicista stílusban, a 20. század elején átépítették.